# Hymeniacidon digitata
Hymeniacidon digitata är en svampdjursart som först beskrevs av Hansen 1885.  Hymeniacidon digitata ingår i släktet Hymeniacidon och familjen Halichondriidae.
Artens utbredningsområde är Norge. Inga underarter finns listade i Catalogue of Life.